# Iais floridana
Iais floridana är en kräftdjursart som beskrevs av Brian Frederick Kensley och Marilyn Schotte 1999. Iais floridana ingår i släktet Iais och familjen Janiridae. Inga underarter finns listade i Catalogue of Life.